# رالف كوان (سياسي)
رالف كوان هو سياسي كندي، ولد في 6 مايو 1902 في أوتاوا في كندا، وتوفي في 21 أبريل 1990. حزبياً، نشط في الحزب الليبرالي الكندي. وقد انتخب عضو مجلس العموم الكندي.